# Prostomis subtilis
Prostomis subtilis es una especie de coleóptero de la familia Prostomidae.

## Distribución geográfica
Habita en Turquía.